# Désirée Véret
Jeanne-Désirée Véret Gay, París, 4 de abril de 1810 - Bruselas, 1881) fue una escritora, feminista y socialista francesa cofundadora de La Femme Libre con Marie-Reine Guindorf en respuesta a la exclusión de las mujeres en la toma de decisiones en el movimiento sansimoniano. 

## Biografía
Desirée Véret nació en el seno de una familia obrera,  trabajó como costurera antes de involucrarse en el sansimonismo en 1831. En agosto de 1832  con Marie-Reine Guindorf, fundó La Femme Libre como respuesta a la exclusión de las mujeres del proceso de toma de decisiones en el movimiento sansimoniano.  Se compromete a luchar por la "libertad de las mujeres" por encima de cualquier otra lucha. Al final del mismo verano, conoció a Charles Fourier y Victor Considerant. 

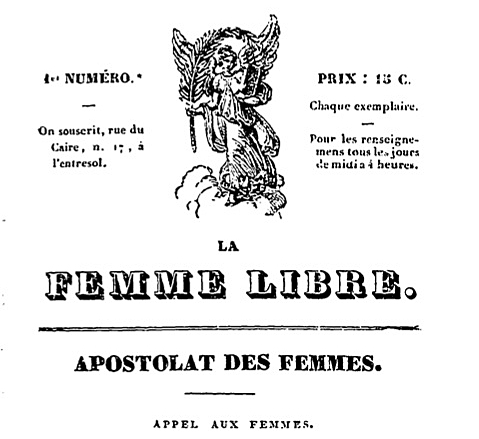
Portada del n ° 1 del primer periódico producido y escrito por mujeres. 1832.

En 1833, Désirée Véret se fue a trabajar a Inglaterra. Allí, se hizo amiga de los discípulos del socialista Robert Owen, incluido Jules Gay, defensor de la igualdad social y sexual. Durante ese periodo, ella desempeñó el papel de intermediaria entre los discípulos de Owen, los sansimonianos y Charles Fourier. Al regresar a Francia después de dos años, trabajó en Dieppe como costurera, antes de regresar a París. Fue allí donde tuvo una breve aventura con Victor Considerant, antes de casarse con Jules Gay a fines de 1837, con quien tuvo dos hijos, Jean a principios de 1838 y Owen en 1842. Fue entonces cuando tomó el nombre con el que generalmente se la conoce: "Desirée Gay". 
En 1840, con su esposo, intentó fundar una escuela en Châtillon-sous-Bagneux cuyo objetivo era dar educación física y moral a menores, pero fracasaron, probablemente por falta de capital . 
Después de la Revolución Francesa de 1848, Gay se lanzó al escenario público. Dirigió cartas y peticiones al gobierno provisional pidiendo la aprobación de leyes liberales de divorcio, la mejora de la condición de las mujeres trabajadoras y la subvención de restaurantes y lavanderías para que las mujeres fueran financieramente independientes. Gay fue elegida por unanimidad para la Comisión de Trabajadores con sede en el Palacio de Luxemburgo. Por otro lado, el Gobierno estableció talleres nacionales para proporcionar trabajo a desempleados y desempleadas; fue nombrada jefa de división de Cour des Fontaines, pero los talleres estaban abiertos solo para mujeres que trabajaban en textiles, y se les pagaba un salario mísero. Despedida poco después, colaboró en marzo y abril con La Voix des Femmes, un periódico feminista fundado por Jeanne Deroin y Eugénie Niboyet. La publicación pronto dejará de aparecer, pero Gay fundó con Deroin la Asociación Mutua de las mujeres y un nuevo periódico, La Politique des femmes  del que sólo se publican dos números y posteriormente L'Opinion des femmes. Si bien las dos mujeres habían logrado, en agosto, obtener 12.000 francos de la Asamblea Nacional para fundar una asociación de costureras de ropa interior femenina, Gay decidió no participar en la creación de la organización. Se retiró de la acción militante a finales de 1849 y, al año siguiente, reanudó su trabajo como costurera. 
Gracias al dinero de viejos amigos sansimonianos fundó una mercería en rue de la Paix y recibió un premio por su trabajo en la Exposición Universal de París de 1855. Su marido trabajaba, por su parte, como librero e impresor, especializándose en "literatura galante", pero las limitaciones de la censura los obligaron a emigrar a Bruselas en 1864. Allí, se convirtieron en miembros de la Primera Internacional de Trabajadores, y Désirée asumió la presidencia de la sección de mujeres en 1866. Aún interesada en temas relacionados con la infancia y la educación, también publicó en 1868 un manual para madres jóvenes titulado: Educación racional de la primera infancia. En 1869, se establecieron en Ginebra, luego en Turín, antes de regresar a Bruselas en 1876 , . 
Enviudó en 1883, perdió a sus dos hijos y luego perdió de vista en 1890 cuando tuvo la oportunidad de reconectarse, por carta, con Considerant. Esta correspondencia cesó a mediados de 1891, posiblemente debido a su muerte. Sabemos que Considerant no la reencontró durante su viaje a Bruselas en noviembre, y pudo haberlo hecho para asistir a su funeral . 